# 대구 서변동 물레방아
연자방아는 대한민국 대구광역시 북구 서변동에 있다.

## 개요
연자방아는 서변동 이곡마을 입구에 있었는데 현재 이곡마을 앞 길가로 옮겨 놓았다. 연자방아는 60여년 전에 없어지고 현재는 연자방아 바퀴만 남아 있다